# Ожина Троїцького
Ожина Троїцького (Rubus troitzkyi) — вид рослин родини розові (Rosaceae), ендемік Криму. Може бути таксономічно непридатним місцевим або окремим біотипом (група особин у межах виду, що мають подібний генотип і фенотип).

## Опис
Чагарник 2–4 м заввишки. Річні пагони розсіяно-волосисті, на ребрах густо саджені сильно розширеними при основі шипами, дещо відхиленими донизу. Листки б. м. великі, зверху розсіяно-волосисті, сірувато-повстяні або зеленуваті, на жилах запушені; листочки продовгуватояйцевиді або оберненояйцевиді, з довгою гострою верхівкою.

## Поширення
Європа: Україна [Крим].
В Україні зростає на лісових галявинах, біля доріг — у гірському Криму, зрідка (заповідно-мисливське господарство). Входить до переліку видів, які перебувають під загрозою зникнення на території м. Севастополя.